# Paracheirodon simulans
Espèce
Statut de conservation UICN

 NE  : Non évalué
Paracheirodon simulans, communément appelé faux néon, est une espèce de poissons d'eau douce souvent confondu avec le Cardinalis ou le Néon bleu, mais assez facile à reconnaître pour un œil averti. En effet, il possède la plus longue ligne bleue des trois, s'étendant jusqu'à la nageoire caudale (celle du néon cardinal s'arrête au pédoncule caudal) et la plus courte ligne rouge, qui n'occupe que la partie la plus postérieure du corps.

## Origine
Ce poisson est originaire d'Amérique du Sud. Dans son habitat naturel, il utilise ses couleurs vives pour ne pas perdre la trace de son banc dans des eaux où les matières organiques sont nombreuses, entraînant une couleur ambrée et sombre de l'eau. Il est rare et se mêle volontiers aux bancs de néons cardinaux.

## Description
À l'âge adulte, Paracheirodon simulans mesure au maximum 20 mm, autant pour la femelle que le mâle. Le mâle est svelte par rapport à la femelle,.

## Maintenance en aquarium
Le faux néon est un poisson très paisible. Il est grégaire, c'est pourquoi il doit être toujours être maintenu en groupe d'une dizaine d'individus au minimum ou mélangé à des espèces semblables. Le volume du bac doit être au moins de 54 litres le principal étant d'avoir au minimum 60 cm de longueur. Un bac bien planté filtré sur tourbe fera son bonheur. Cependant, un bac de 120 litres avec 1 mètre de façade lui est préférable, il aura ainsi plus de place pour pouvoir nager.
| Origine         | Amérique du Sud                      | Eau           | eau douce |
| Dureté de l'eau | 1 à 5 °GH                            | pH            | 4-7       |
| Température     | 23 à 27, °C                          | Volume mini.  | -         |
| Alimentation    | Flocons, artémia, nourriture vivante | Taille adulte | 2 cm      |
| Reproduction    | Ovipare très difficile               | Zone occupée  | Milieu    |
| Sociabilité     | sociable                             | Difficulté    | facile    |

## Reproduction
Elle est rarement obtenue en captivité, nécessitant une eau très douce.

## Nourriture
Omnivore à tendance carnivore. Il accepte les paillettes mais préfère le vivant, ou le congelé à défaut. Bien varier la nourriture.